# Hold On to Love
| Recensione | Giudizio |
| ---------- | -------- |
| AllMusic   |          |

Hold On to Love è un album in studio del gruppo musicale giamaicano Third World, pubblicato nel 1987 dalla CBS Records.

## Tracce
Lato A
1. The Spirit Lives – 6:18 (Kenneth Gamble, Leon A. Huff)
2. Get Outta Town – 4:24 (William Clarke, Michael Cooper, Stephen Coore, Richie Daley, Willie Stewart)
3. Hold On to Love – 4:33 (Kenneth Gamble, Leon A. Huff)
4. We Could Be Jammin' Reggae – 4:57 (William Clarke, Michael Cooper, Stephen Coore, Richie Daley, Willie Stewart)
5. Corruption – 4:39 (Kenneth Gamble, Leon A. Huff)

Lato B
1. Reggae Radio Station – 4:04 (William Clarke, Michael Cooper, Stephen Coore, Richie Daley, Willie Stewart)
2. Pyramid – 4:14 (William Clarke, Michael Cooper, Richie Daley, Willie Stewart, S. Stewart, Stephen Coore)
3. Simplicity – 3:44 (Kenneth Gamble, Leon A. Huff)
4. Manners – 4:34 (Kenneth Gamble, Leon A. Huff)
5. Peace Flags – 4:31 (William Clarke, Michael Cooper, Stephen Coore, Richie Daley, Willie Stewart)

## Formazione
Gruppo
- Bill "Bunny Rugs" Clark – voce solista, accompagnamento vocale
- Michael "Ibo" Cooper – tastiere (Prophet 5, DX7 Yamaha, PFR Yamaha, Kurzweil), organo Hammond B3, pianoforte (Grand Piano), clavinet (Holmer D6), percussioni, voce
- Stephen "Cat" Coore – chitarra solista, chitarra ritmica, percussioni, voce
- Richie "Bassie" Daley – basso, chitarra ritmica, percussioni, accompagnamento vocale
- Willie Stewart – batteria (Yamaha acoustic drums, tama drums, Simmons D.M.X. drum machine), percussioni (zildzin cymbals, LP percussion), accompagnamento vocale

Produzione
- Third World – produzione
- Kenneth Gamble – produzione (tracce 1, 3, 5, 8 e 9), produzione esecutiva
- Leon A. Huff – produzione (tracce 1, 3, 5, 8 e 9), produzione esecutiva
- Cecil Holmes – produzione esecutiva[2]